# Giovanni Bernardi

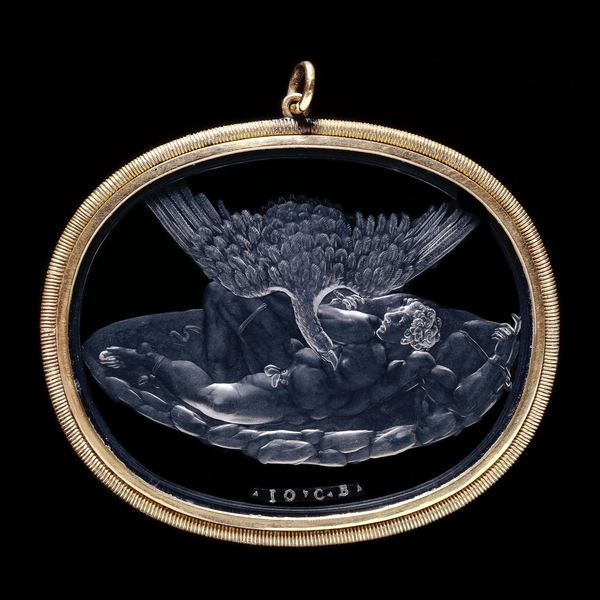
El castigo de Ticio, cuarzo tallado, British Museum de Londres.

Giovanni Bernardi llamado Giovanni da Castel Bolognese o Giovanni da Castelbolognese (Castel Bolognese, 1494 - Faenza, 22 de mayo de 1553), fue un tallador de gemas y medallista italiano, conocido sobre todo por sus tallas de cuarzo.

## Biografía
Hijo de un orfebre, Bernardo Bernardi (1464-1553), aprendió el oficio de su padre, como también lo hizo su hermano.
Inicialmente se trasladó a Ferrara, a la corte del duque Alfonso I de Este, donde comenzó a cortar gemas.
Se trasladó a Roma en el año 1530 para hacer un retrato del papa Clemente VII, donde contó con la protección de los cardenales Giovanni Salviati y Hipólito de Médici.
Hizo un retrato del emperador Carlos I sobre una medalla de oro en conmemoración de su coronación en San Petronio de Bolonia el 14 de febrero de 1530.
Entre 1534 y 1538, Giovanni Bernardi hizo todas las tallas de la corte pontificia. A la muerte de su protector, el año 1535, entró al servicio del cardenal Alejandro Farnesio, e hizo numerosas tallas sobre cristal de roca, entre ellas la famosa cajita Farnesio.
En 1539 se trasladó a Faenza, donde terminó el Ciborio Farnesiano, para la familia Farnesio.
Murió el 22 de mayo de 1553, en la cima de su fama. Giorgio Vasari incluyó su biografía en su famoso libroLe Vite.

## Obras
- El castigo de Ticio, cuarzo tallado, British Museum
- cajita Farnese
- Ciborio Farnesiano